# Единен фронт за национално спасение на Кампучия
Единен фронт за национално спасение на Кампучия (на кхмерски: រណសិរ្សសាមគ្គីសង្គ្រោះជាតិកម្ពុជា), често наричан Фронт на спасението е политическа организация, ядро камбоджанския режим, който сваля Червените кхмери и по-късно създава Народна република Кампучия.

## История
Основаването му се състои на 2 декември 1978 г. в провинция Кратех близо до границата с Виетнам на среща на седемдесет камбоджански дисиденти, решени да свалят правителството на Пол Пот. Хенг Самрин е избра за лидер и в рамките на няколко седмици влиянието му се разпространява широко от двете страни на границата. Фронтът е нееднородна камбоджанска политико-военна организация, която легитимира виетнамската инвазия в Камбоджа, довела до поражение на Демократична Кампучия. Тя довежда до основаването на новата държава, наречена Народна република Кампучия, и възстановяване на разбитата и бедна страна. Тази организация претърпява различни промени в името, тъй като е разширена и адаптирана към различните исторически реалности в Камбоджа.

### Фронт на спасението (1978-1981)
Политически, фронтът на спасението е про-ханойска организация на марксистката Народна революционна партия, която се противопоставя на комунистическата партия в Кампучия. Първоначалната група е създадена в Камбоджа в района около Кратех, освободен от Червените кхмери. Мнозина се чувстват лично заплашени от кървавите прочиствания в Източна Камбоджа през 1977 г., особено след убийството на Со Фим от членове на про-Пол Пот фракция.
Датата на основаване е 2 декември 1978 г. Целта е да се разшири камбоджанския фронт, който да свали режима на терор на Пол Пот. Фронта на спасението изготвя единадесет точки за реконструкцията на страната. Тези точки са използвани след създаването на НРК, за да мотивират камбоджанците да подкрепят усилията за възстановяване на структурата на новата държава и да поддържат революцията жива с умерен, прагматичен и хуманен подход в сравнение с Червените кхмери. Макар че фронта е до голяма степен контролиран от комунистите на КПРП, той включва и доста некомунисти в своето ръководство, както камбоджански будистки религиозни фигури, така и жени.
Централният комитет се състои от 15 членове.

### Единен фронт за национално спасение на Кампучия (1981-2006)
През 1981 г., две години след освобождението на Пном Пен, Фронта на Спасението е преименуван на Единен фронт за национално спасение на Кампучия. Години след създаването на Народна република Кампучия, фронтът остава основната политическа организация на про-ханойската камбоджанска държава. Ролята на фронта в политическия живот на нацията е официално установен в конституцията, която в член 3 пише, че „Единният фронт за национално спасение на Кампучия и революционните масови организации представляват солидна подкрепяща база на държавата, насърчавайки хората да изпълняват техните революционни задачи.“

### Фронт за солидарност за развитие на родината на Камбоджа (2006-)
На 5-ия конгрес на Единен фронт за национално спасение, състоял се в Пном Пен на 29 април 2006 г. името е променено на „Фронт за солидарност за развитие на родината на Камбоджа“.
Тази организация, толкова важна в разцвета ѝ, губи голяма част от първоначалното си значение в сегашната политика на Камбоджа.

### Задачи
Специалните задачи на Фронта са да предават партийната политика на масите, да действат като омбудсман и да мобилизират хората около усилията на режима за консолидиране на така наречения „работнически селски съюз“. Кадрите на фронта са задължени да поддържат тясна връзка с хората, да докладват своите нужди и проблеми на властите и да провеждат масови кампании за подкрепа на режима, за да стимулират населението да полага повече усилия.
Кадрите също са отговорни за организирането на мрежи от активисти на преден план и за координиране на техните функции с кадри от различни масови организации. Често това включва дълги сесии и кара селяните да рисуват банери и табла, свързани с пропагандата на фронта. Това създава известно огорчение в очите на хората, които възприемат, че усилията биха могли да бъдат насочени към по-продуктивна работа.
Фронт също е отговорен за провеждането на „приятелски дейности“, които са насочени към подобряване на климата за тясно сътрудничество с „виетнамския народ и виетнамската армия и експерти“. Друга основна функция на фронта е да преподава на будистки монаси, така че те „да отхвърлят тесните възгледи за разделянето им на групи и фракции“ и да участват по-активно в революционните начинания на фронта.
Понастоящем фронтът организира национални и международни събития като спортни събития и търговски панаири от името на камбоджанското правителство.